# Orthotylus hamatus
Orthotylus hamatus är en insektsart som beskrevs av Van Duzee 1918. Orthotylus hamatus ingår i släktet Orthotylus och familjen ängsskinnbaggar. Inga underarter finns listade i Catalogue of Life.